# Лангаммер, Леонид Иванович
Леонид Иванович Лангаммер (*4 сентября 1882 — сентябрь 1943) — русский и советский учёный-инженер и педагог, автор ряда работ по теории и практике землеустройства и дорожного строительства.

## Происхождение
Выходец из прибалтийско-немецкого дворянского рода.
Прадед — Георг Кристиан (Егор Христианович) фон Лангаммер (1742—1806), до переезда в Россию был учителем при дворе саксонского курфюрста.
Дед — Пауль Бенедикт (Павел Егорович) фон Лангаммер (1788—1856), участник четырёх войн, дослужился от рядового до полковника, отличился при Бородине, Лейпциге и взятии Парижа. После ухода из армии — городничий в Нолинске.
Троюродный брат — Николай Николаевич фон-Лангаммер (1876-?), полковник армии Врангеля, руководитель Пловдивского отделения III Отдела РОВС.

## Ранние годы
Родился в имении Хмелевая Кромского уезда Орловской губернии в семье местного помещика, отставного поручика Ивана Павловича Лангаммера (1834/35-1909/10).
Первоначально получил домашнее образование под руководством отца, а затем в местном сельском училище. В 1894—1898 гг. продолжал образование в Кромском городском училище, а в 1898—1901 гг. — в Вышневолоцком училище кондукторов путей сообщения.
После окончания училища два года по распределению проработал практикантом на 2-й шоссейной дистанции Карсского отделения Кавказского округа путей сообщения в Ардагане. В этой должности участвовал в строительстве шоссе Карс — Олту. Параллельно экстерном учился в Эриванской мужской гимназии, где 7 июня 1903 г. получил аттестат зрелости.
В 1903—1908 гг. — студент Константиновского межевого института, который окончил со званием межевого инженера и старшего землемерного помощника с правом на чин коллежского секретаря и на ношение уставного знака по званию межевого инженера. Во время учёбы в институте работал техником путей сообщения Управления Московско-Казанской железной дороги.

## Столыпинская реформа
После окончания института поступил на государственную службу землемером землеустроительной комиссии Симбирской губернии (25.9.1908), а через год стал непременным членом Сызранской уездной землеустроительной комиссии Симбирской губернии (18.12.1909). В этих должностях активно участвовал в проведении столыпинской реформы.
Изучая на практике сложные случаи выделения наделов и отрубов, подготовил брошюру «Упрощенный способ таксации и оценки при выделе земли к одним местам по закону 14 июня 1910 г.» (1910), а затем «Практическое руководство для непременных членов, землеустроителей и землемеров землеустроительных комиссий при выделе надельной земли к одним местам по закону 14 июня 1910 г.» (1911), ставшее своего рода учебником для землеустроителей.
В своей деятельности Л. Лангаммер тесно сотрудничал с чиновником по особым поручениям при Главноуправляющем управлением землеустройства и земледелия Андреем Кофодом, будучи его ассистентом. В мае 1911 г. они вместе участвовали в Съезде непременных членов землеустроительных комиссий для выработки Наказа по применению Положения о землеустройстве в Санкт-Петербурге.
Вскоре Л. Лангаммер стал чиновником особых поручений V класса Главного управления землеустройства и земледелия (19.6.1911)
и был принят в Общества русских землемеров (3.2.1912, по Вологодскому отделению). Впоследствии был непременным членом Вологодской губернской землеустроительной комиссии (1.9.1912) и помощником непременного члена Екатеринославской губернской землеустроительной комиссии (1914).

### Общественная и педагогическая деятельность
Оказавшись в Екатеринославе, Л. Лангаммер начал преподавать математику и геодезию в Екатеринославском землемерном училище (впоследствии Днепропетровском землеустроительном техникуме), а также подготовил сборник задач по землеустройству (из-за начавшейся войны вышла только первая часть).
В связи с началом боевых действий Л. Лангаммер вошёл в состав Екатеринославского губернского отделения Комитета Её императорского высочества великой княжны Татьяны Николаевны для оказания временной помощи пострадавшим от военных бедствий, затем стал управляющим делами отделения.

## После революции
В июне 1917 г. землеустроительные комиссии были ликвидированы. Некоторое время Л. Лангаммер продолжал работать в земельной области — в 1917—1919 гг. в качестве члена, в 1919—1929 гг. заведующего отделом землеустройства и мелиорации Екатеринославской губернской (Днепропетровской областной) земельной комиссии, а затем вернулся к своей предыдущей специальности, связанной с дорожным строительством.
- 1929—1930 — начальник Южного района изысканий дорожного треста Украинского государственного института проектирования дорог;
- 1931—1934 — руководитель научно-исследовательского сектора рационализации и стандартизации, инженер-инспектор Управления капитального строительства Главдортранса УССР, член Президиума и учёный секретарь научно-технического совета там же;
- 1933—1934 — заведующий дорожной секцией Укравтодора.

одновременно:
- 1926—1928 — член президиума Общества культурной смычки города с селом;
- 1927—1928 — депутат Днепропетровского горсовета.

Оставив профессуру в Днепропетровском землеустроительном техникуме, Л. Лангаммер переехал в Харьков, где начал работать в недавно основанном Автодорожном институте.
- 1931—1937 — доцент, одновременно с 1932 г. технический заведующий Бюро производственных зданий, с 1934 г. помощник декана факультета дорожного дела Харьковского Автодорожного института.

Также в 1935—1937 гг. по совместительству — профессор Харьковского Института коммунального хозяйства.
По совокупности заслуг Л. Лангаммеру была присвоена ученая степень кандидата технических наук (без защиты диссертации), а 23 мая 1939 г. он был утвержден в звании доцента по кафедре изыскания и проектирования дорог.
В это время Л. Лангаммер опубликовал ряд статей, посвященных скоростному строительству дорог, и рукопись монографии по соответствующей тематике (утеряна в годы Великой Отечественной войны).

### Великая Отечественная война
После начала Великой Отечественной войны Л. Лангаммер был назначен уполномоченным по шоссейным дорогам УШОСДОРа УССР, однако проработал в этой должности всего месяц, оказавшись на оккупированной территории.
Погиб в Мариуполе при невыясненных обстоятельствах незадолго до освобождения города советскими войсками.

## Память
При жизни был внесён в энциклопедический словарь Венгерова (Критико-биографический словарь русских писателей и учёных. Птг., 1918. Т. 2. С. 15). Работы Л. Лангаммера использовались в профильных изысканиях в советские времена.

## Семья
31 августа 1905 г. в Москве женился на Агриппине Григорьевне Аристовой, дочери саратовского дворянина, присяжного поверенного. В браке родилось четверо детей.

## Чины
- коллежский секретарь (25.9.1908);
- титулярный советник (23.12.1911);
- коллежский асессор (1916).

## Сочинения
- Упрощенный способ таксации и оценки при выделе земли к одним местам по закону 14 июня 1910 г. Сызрань: тип. Г. К. Васильева, 1910.
- Практическое руководство для непременных членов, землеустроителей и землемеров землеустроительных комиссий при выделе надельной земли к одним местам по закону 14 июня 1910 г. Вологда: тип. Гудкова-Белякова, 1911.
- Положение о землеустройстве. Схемы движения дел. Вологда: тип. Гудкова-Белякова, 1913.
- Сборник задач по землеустройству. Часть 1-я. Екатеринослав: электро-худож. типо-литография Г. А. Подземского, 1914.
- К организации скоростного строительства дорог // Строительство дорог. 1939 — № 7. С. 6-8.
- Проектирование организации работ при скоростном строительстве автомобильных дорог // Строительство дорог. 1940 — № 2-3. С. 25-29.
- Опыт организации строительства дорог ферганским методом на Украине // Строительство дорог. 1940 — № 11. С. 45-48.